# Ceraeotricha cuneifera
Ceraeotricha cuneifera är en fjärilsart som beskrevs av Paul Dognin 1913. Ceraeotricha cuneifera ingår i släktet Ceraeotricha och familjen tandspinnare. Inga underarter finns listade i Catalogue of Life.